# 外用薬
外用薬（がいようやく）とは、厚生労働省が定める医薬品及び医薬部外品の中で、内服薬及び注射薬を除いた、人体へ直接用いる全ての薬剤の総称である。
大別してさらに、外皮に用いる外皮用薬、目に用いる点眼薬、鼻に用いる点鼻薬、耳に用いる点耳薬、口に用いるが飲み込まない口腔薬、そして肛門に用いる坐薬に分類できる。これらは、飲用しない薬という共通点がある。

## 種類
外用薬の種類を下記に示す

### 外皮用薬
外皮用薬は外皮における炎症、発疹、痒み、創傷、細菌、真菌などの侵入に対する疾患に対して、局所的に治療を施すためのものである。剤型として塗布剤（塗り薬）、貼付剤（貼り薬）、エアゾール剤（スプレー薬）などがある。

### 塗布剤
一般に塗り薬と呼ばれている薬剤で、用途に応じて様々な剤型がある。
クリーム剤
一般にクリームと呼ばれている剤型で、滑らかで伸びが良く、擦り込むことでマッサージ効果を得ることができる。揮散しやすく、汗で流れやすい。
軟膏剤
ワセリン等の油脂分を基剤とする剤型で、伸びは劣るがクリームに比べてべとつきが多い。また、クリーム剤より揮散しにくいため、持続性がある。
液剤
アルコールを溶媒として、成分を液化した薬剤で、べとつきが発生しない。アルコールに弱い人は使用に注意する必要がある。また、傷口が深いとアルコールが浸みて強い痛みを伴うことがある。
ゲル剤
液剤をゲル状に固めたもので、同じくアルコールを溶媒とする。液剤より成分の吸収に優れるが、こするとよれが発生し、マッサージには向いていない。
ローション剤
液剤より広範囲に塗布することを目的とした薬剤で、主に皮膚の乾燥、鎮痒などに用いられる。マッサージ効果が高い。
チック剤
ゲル剤をさらに固めて固形（ハードゲル）状にしたもの。手や衣服を汚さずに、ムラなく塗布できる利点があるが、乾燥しやすく、伸びが悪い。
などがある。

### 貼付（ちょうふ）剤
一般に貼り薬もしくは湿布と呼ばれているもので、患部に貼って治療を行う。一般用医薬品では筋肉痛、肩凝り、打ち身、捻挫など筋肉の炎症を治療する目的のものが多いが、医療用では喘息など呼吸器疾患に用いるものもある。また、外用薬は次のように分類できる。
パップ剤
パップとはオランダ語で糊状の薬剤を貼り付けて治療を施す罨法のことで、ハップ剤とも呼ぶ。薬剤に水分を多く含み、肌への刺激は弱い一方で、厚みを伴い患部から剥がれやすいのでテープや包帯を併用する必要がある。
プラスター剤
プラスターとは硬膏のことで、パップ剤とは構造が異なり、脂溶性の高分子の基剤に成分を含んでおり、水分は含まれていない。このことから、主に温熱療法に用いられる。また、粘着力が強いので、大きさも親指大ぐらいからある。
テープ剤
プラスターより更に薄型の貼付剤。剥がれにくいものもある。医療用で用いられることが多く、吸収性に優れることから、フェルビナク製剤の貼り薬はテープ剤が主流である。
パッチ剤
極めて薄いシール状になった小型の薬剤。口腔、舌、皮膚の炎症部に貼付する。患部の治療だけでなく、患部を保護する目的もある。
これら貼付剤では、皮膚に直に貼付するものであるため、かぶれに注意する必要がある。また、入浴の30分前後には薬剤を剥がす必要がある。

### エアゾール剤
スプレー剤ともいい、薬剤をエアゾール化したもの。手を汚さず広範囲の患部に撒布できる利点がある一方、薬剤の浸透性、持続性に欠く。また、可燃性ガスを利用しているため、周辺の火気にも注意を払う必要があり、誤って吸引しないよう注意が必要である。

### 点眼薬
目薬のことで、目に点眼して目の症状、疾患を治癒したりする薬剤の総称。

### 点鼻薬
鼻薬のことで、鼻腔に点鼻して鼻の症状、疾患を治癒するための薬剤。主にアレルギー性疾患の治療に用いられる。

### 口腔薬
飲用以外の目的で、口腔で用いる薬剤の総称。以下の種類がある。

#### 含嗽剤
含嗽とはうがいのことで、口内および咽喉部を殺菌、消毒するための薬剤。

#### 噴霧剤
薬を蒸気状にして、口腔内に吸入する薬剤。主に喘息など呼吸器疾患の治療に用いられる。

### 坐薬
肛門に注入して、患部や症状を治療したりするための薬剤。主に坐剤、軟膏剤、浣腸に分けられる。

#### 坐剤
坐薬特有の剤型で、固形状の薬剤が肛門内の熱により融解し、患部に浸透させる。主に痔疾の治療に用いられるが、風邪等の発熱等に使用する消炎鎮痛剤もある。その場合は、肛門粘膜を通じ薬剤が全身に作用する。

#### 軟膏剤（注入軟膏）
外皮用の軟膏剤と区別するために注入軟膏と呼ばれ、肛門内外の患部に塗布または注入する。主に痔疾の治療に用いられる。

#### 浣腸
一般に浣腸と呼ばれる薬剤。排便促進や栄養補給などに用いられる。